# Christophe Philippe de Rathsamhausen
Pour les autres membres de la famille, voir Famille von Rathsamhausen.
Christophe Philippe de Rathsamhausen né le 1er janvier ou le 31 décembre 1736 à Ribeauvillé en Alsace et mort le 7 janvier ou le 2 février 1820 à Nonnenweier dans le grand-duché de Bade ou à Nonnweiler en Sarre est un officier et homme politique français, député de la noblesse aux États généraux de 1789.

## Biographie
Christophe Philippe, baron de Rathsamhausen, est né à Ribeauvillé en Alsace le 1er janvier ou le 31 décembre 1736. Il est le fils du baron Wolfgang Christophe de Rathsamhausen, chambellan de la maison palatine de Deux-Ponts, et de Christine Dorothée de Hérange.
En 1749, il entre dans le régiment Alsace-infanterie. Capitaine, il participe batailles de Hastenbeck, Sanderhausen, Minden, Corbach et Philingshausen pendant la guerre de Sept Ans. Il est promu major en 1768. En 1777, il est colonel du Régiment Royal-Deux-Ponts. En 1779, il se retire du service avec une pension de 2 000 livres.
Le 4 avril 1789,, il est élu député de la noblesse des bailliages de Haguenau et de Wissembourg aux États généraux,,, avec 108 voix. Il est le seul luthérien parmi les députés de la noblesse alsacienne.
À l'Assemblée nationale constituante, il peut être classé à droite, parmi les aristocrates. Il proteste contre l'abolition des privilèges et de la noblesse. Seul député protestant de la noblesse (les vingt-trois autres sont députés du tiers état), il intervient en séance le 21 mai 1790 pour défendre les protestants alsaciens, demandant, sans succès, que l'Assemblée confirme leurs droits religieux acquis sous l'Ancien Régime et à cette occasion, il s'identifie publiquement lui-même comme protestant.
Il demande et obtient un congé de l'Assemblée nationale constituante le 30 mai 1790 et démissionne de son mandat le 13 septembre 1790, par un courrier à l'Assemblée : « Ce député expose qu'ayant reçu ses pouvoirs de la noblesse d'Alsace, que la noblesse ayant été abolie par le décret du 19 juin, il regarde ses fonctions comme supprimées ; en conséquence, il donne sa démission. ».
Il émigre en septembre 1791 et fait campagne dans l'armée des princes de Condé. Il sert dans l’armée autrichienne jusqu’en 1797.
Il ne revient en France qu'à la Restauration, s'installe à Strasbourg et obtient en 1816 le grade de maréchal de camp honoraire et une retraite de colonel. Il meurt le 7 janvier, ou le 2 février 1820 à Nonnenweier dans le grand-duché de Bade ou à Nonnweiler en Sarre.

## Publication
- Benoît-Antoine-Frédéric d'Andlau de Hombourg, François Ferdinand Armand Fidèle de Montjoye-Vaufrey, Marin Pinelle, Christophe Philippe baron de Ratshamhausen, François-Antoine Herman, Jean-François-Ange d'Eymar et Jean-Baptiste Antoine de Flachslanden, Lettre de plusieurs députés d'Alsace à leur commettans, sur ce qui s'est passé à l'Assemblée nationale le jour où elle a rendu le décret qui prononce la suppression des ordres religieux en France, 1790, 8 p. (lire en ligne).